# Prunus myrtifolia
Prunus myrtifolia är en rosväxtart som först beskrevs av Carl von Linné, och fick sitt nu gällande namn av Urban. Prunus myrtifolia ingår i släktet prunusar, och familjen rosväxter.

## Underarter
Arten delas in i följande underarter:
- P. m. accumulans
- P. m. brasiliensis
- P. m. glaziovii
- P. m. reflexa